# Josip Glasnović
Josip Glasnović (* 7. Mai 1983 in Zagreb) ist ein kroatischer Sportschütze.
Josip Glasnović startet wie sein zwei Jahre älterer Bruder Anton Glasnović für SD G.A.J Dubrava. Beide sind im Trap erfolgreich. Josip begann 1999 mit dem Sportschießen, ein Jahr später war er Dritter der Junioren-Europameisterschaften im Doppeltrap. 2001 war er bei den Juniorenweltmeisterschaften Sechster im Doppeltrap und 18. im Trap. Bei den Junioreneuropameisterschaften war er im Doppeltrap 2001 Siebter und 2002 Vierter.
In der Erwachsenenklasse gewann er 2005 die Bronzemedaille bei den Weltmeisterschaften im Trap. 2007 war er Dritter der Europameisterschaften im Trap. Bei den Olympischen Spielen 2008 in Peking belegte er im Trap den fünften Platz. In den nächsten Jahren erreichte er kein Finale bei internationalen Meisterschaften. Erst 2012 gewann er bei den Europameisterschaften Bronze im Trap. Bei den Olympischen Spielen 2012 in London traten Giovanni Cernogoraz und Anton Glasnović für Kroatien an.
2013 gewann Josip Glasnović den Europameistertitel im Trap, 2015 war er Sechster der Europameisterschaften und 2016 gewann er die Silbermedaille. Bei den Europaspielen in Baku verpasste er mit dem 21. Platz die Finalrunde. Seine sportliche Karriere erreichte ihren Höhepunkt bei den Olympischen Spielen 2016 in Rio de Janeiro. Während Giovanni Cernogoraz, der Olympiasieger von 2012, in der Qualifikation als Neunter ausschied, erreichte Josip Glasnović als Dritter das Finale. Nachdem er am Ende des Finales gleichauf mit dem Italiener Giovanni Pellielo in Führung gelegen war, gewann Glasnović im Stechen die Goldmedaille vor dem Italiener.
2017 erhielt er die Silbermedaille bei den Europameisterschaften in Baku. 2019 gewann Josip Glasnović erstmals eine Weltcup-Veranstaltung, als er in al-Ain mit 125 Treffern in der Vorrunde und 47 Treffern im Finale den Weltrekord einstellte.
Während der Eröffnungsfeier der Olympischen Sommerspiele 2020 war er, gemeinsam mit der Leichtathletin Sandra Perković, der Fahnenträger seiner Nation.